# AJ-10
Aerojet AJ-10 je raketový motor na kapalné pohonné látky, využívaný na druhém stupni nosných raket Delta II a v minulosti také Thor, Vanguard a Titan III. Motor v současné verzi AJ-10-118K používá aerozin-50 jako palivo a oxid dusičitý (N2O4) jako okysličovadlo. V minulosti se však používala kyselina dusičná a asymetrický dimethylhydrazin. Chlazení trysky a spalovací komory bylo zpočátku řešeno regenerativním chladicím systémem, kdy palivo prochází soustavou kanálků ve stěnách a slouží tak jako chladicí médium. Pozdější verze používá kombinaci radiačního (tryska) a ablativního (spalovací komora) chlazení. Motor pracuje na principu přetlakového pracovního cyklu, kdy je potřebný tlak pro vstřik paliva do spalovací komory dosažen přetlakem v nádrži. Nejsou tak potřeba žádné složité a těžké systémy turbočerpadel a motor vyniká relativně vysokým poměrem tah/hmotnost. Vývoj motoru byl úzce spjat se stupněm Able, který byl prvně použit na raketě Vanguard a v současnosti nese název Delta K. AJ-10 je jedním z nejpoužívanějších raketových motorů s počtem více než 360 startů během minulých 50 let. V budoucnosti je plánováno použití motoru AJ-10 pro pohon kosmické lodi Orion.

## Historie

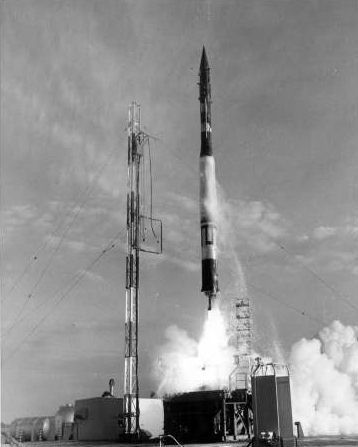
Raketa Vanguard

Vývoj motoru probíhal od druhé poloviny 50. let 20. století ve firmě Aerojet. Původní koncepce počítala s vývojem zcela nové spalovací komory vlastní konstrukce, avšak americké námořnictvo jako zadavatel tuto možnost odmítlo a dalo přednost přestavbě spalovací komory motoru AJ-11 používaného sondážními raketami Aerobee. Spalovací komora měla být vyrobena ze slitin hliníku, ale kvůli nedostatku zkušeností rozhodl vedoucí vývoje spalovací komory Ed Elko, že bude paralelně vyvíjena ještě ocelová verze. Obě verze byly téměř shodné, malé rozdíly byly způsobeny různými technickými vlastnostmi materiálů. Ocelová komora byla chráněna vrstvou nitridů titanu a hliníková komora měla ochranný povlak z karbidů wolframu. Vedoucím vývoje byl Harry Meyers, který přešel k Aerojetu od Bell Aircraft Corporation, kde vedl vývoj motoru Bell 8000, použitých na stupni Agena.
Hliníková verze měla nižší hmotnost a byla tedy vybrána pro použití v programu Vanguard. Motory první výrobní série, AJ-10-118 a AJ-10-40, byly vybaveny oběma typy, 15 motorů mělo hliníkovou komoru a ocelová komora byla umístěna ve třech motorech. Hliníková komora se však zpočátku neosvědčila a její selhání byla jednou z příčin neúspěchů rakety Vanguard. Mezitím byla ocelová verze vylepšena a dosáhla parametrů hliníkové verze. Tou dobou již byl program Vanguard ukončen a dalšího využití a výzkumu kosmického prostoru se ujala NASA a Americké letectvo.

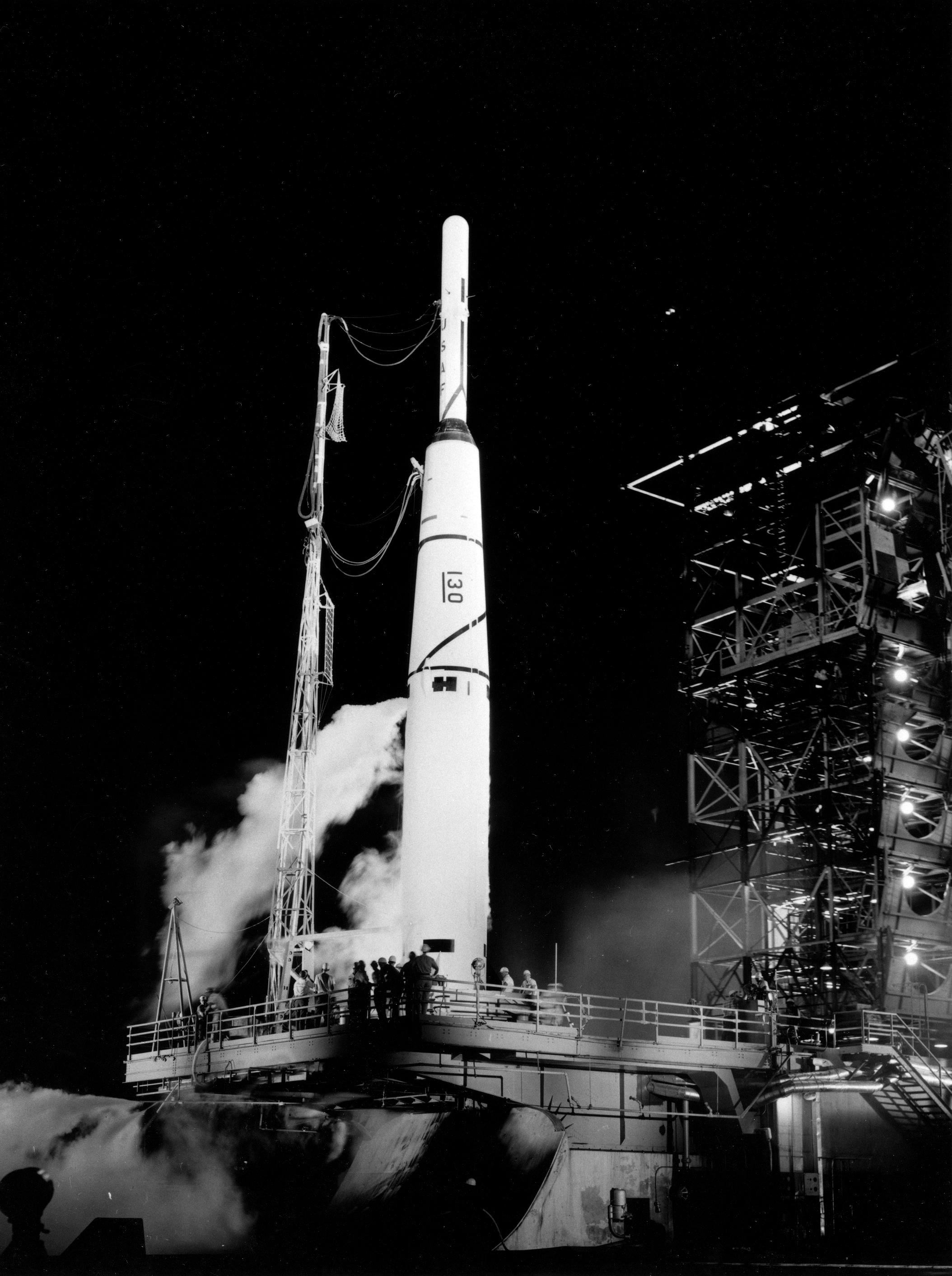
Raketa Thor-Able se sondou Pioneer 1

Letectvo mělo v plánu využít stupeň Able a motor AJ-10 na raketách Thor. Opět byla prosazena hliníková spalovací komora, tentokrát se již povedlo vyladit chod a zdokonalit výrobní postupy a motor tak dosáhl výdrže o 30% vyšší, než bylo požadováno. Motor byl v šedesátých letech vyráběn ve verzi s regenerativním i ablativním chlazením a později už byla vyráběna pouze varianta s ablativním chlazením komory a radiačním chlazením trysky. Ablativně chlazené motory byly zpočátku dodávány NASA a později i USAF.
Kromě chlazení a materiálů komory probíhal intenzivní vývoj i na vstřikovacím systému. Vstřikovací systém sestával ze vstřikovacích ventilů umístěných v kruhu o průměru přibližně 140 mm. Ventily byly v poměru 1:1 (palivo:okysličovadlo), okysličovací mířily do středu komory a palivové do prostoru. Později byl přidán ještě jeden menší kruh palivových vstřikovačů a proběhlo mnoho testovacích zážehů různých konfigurací jejich zamíření. Při ladění vstřikovačů se hlavní úsilí soustředilo na co možná nejrovnoměrnější promísení, stabilní spalování a zároveň se musel brát ohled na rovnoměrný ohřev stěn komory. Dobré vyladění vstřikovačů nakonec přispělo i k vyřešení problémů s propalováním hliníkové komory.
Kromě stupně Able (Delta) byl motor AJ-10 použit i na stupni Transtage (AJ-10-138) a jako hlavní motor velitelského/servisního modulu Apollo (AJ-10-137). NASA plánuje využít AJ-10 jako hlavní motor nové kosmické lodi Orion a společnost United Launch Alliance má v plánu použít AJ-10-180K na zvažované Deltě IV small. Technologie a postupy vyvinuté pro AJ-10 položily základy pro mnoho podobných pohonných systémů, mezi něž patří i orbitální manévrovací motory raketoplánu Space Shuttle.
Zvažovalo se použití tohoto motoru na druhém stupni zrušené rakety Delta IV small.

## Varianty
První sériovou variantou byla AJ-10-37, která byla dodávána americkému námořnictvu pro druhý stupeň rakety Vanguard. Tato verze měla problémy se vstřikovači paliva a také docházelo k propalování spalovací komory. Následníkem byla verze AJ-10-40. Ta už byla úspěšnější a sloužila ve stupni Able na raketách amerického letectva Thor. Další verze AJ-10-101/104/118 byly používány současně na stupních Able, Ablestar a Delta.
Pro potřeby programu Apollo byla vyvinuta silnější verze AJ-10-137, která sloužila k pohonu servisního a velitelského modulu Apollo. Motor byl upraven pro spalování Aerozinu 50 a oxidu dusičitého (N2O4) a životnost prodloužena až na 585 sekund s možností několika násobného restartu. Verze AJ-10-118 byla dále zdokonalována a stala se standardním motorem druhého stupně raket Delta, v současnosti je používána verze AJ-10-118K, která používá stejné pohonné látky jako AJ-10-137. Raketový stupeň Transtage, používaný jako třetí stupeň raket Titan III, byl vybaven dvěma motory AJ-10-138 které taktéž používaly pohonné látky jako verze AJ-10-137. Motory AJ-10 jsou jedny z nejdéle používaných raketových motorů v historii a jejich padesátiletá kariéra a více než 360 startů je staví po bok úspěšných motorů jako RL-10, LR-87 a SSME.

### Srovnání vybraných verzí
| Typ                   | AJ-10-118 | AJ-10-101 | AJ-10-37/40 | AJ-10-104 | AJ-10-137 | AJ-10-138 | AJ-10-118K |
| --------------------- | --------- | --------- | ----------- | --------- | --------- | --------- | ---------- |
| Tah kN                | 33,8      | 30,5      | 34,7        | 35,1      | 97,5      | 35,6      | 43,4       |
| Isp (vakuum) N.s/kg   | 2660      | 2650      | 2650        | 2730      | 3060      | 3050      | 3150       |
| Doba zážehu – sekundy | 115       | 115       | 115         | 296       | 585       | 440       | 440        |
| Ve službě             | 1957–62   | 1958–60   | 1957–60     | 1960–65   | 1964–82   | 1964–80   | 1989–dosud |
| Počet letů            | 14        | 21        | 26          | 31        | 80        |           | 150+       |